# Сан-Джованни-Баттиста-де-Ла-Салле (титулярная церковь)
Титулярная церковь Сан-Джованни-Баттиста-де-Ла-Салле (лат. Titulus Sancti Ioannes Baptista de La Salle) — титулярная церковь была создана Папой Франциском 30 сентября 2023 года. Титулярная церковь принадлежит церкви Сан-Джованни-Баттиста-де-Ла-Салле, расположенной в городской зоне Эур Рима, в зоне Торрино, на виа дель Орса Миноре 59. Приходская церковь была основана 1 октября 2000 года.

## Список кардиналов-священников титулярной церкви Сан-Джованни-Баттиста-де-Ла-Салле
- Стефан Чжоу Шоужэнь, иезуит — (30 сентября 2023 — по настоящее время).